# Giovanni Fontana (architetto)
Giovanni Fontana (Melide, 1540 – Roma, 12 agosto 1614) è stato un architetto e ingegnere svizzero.

## Biografia
Figlio di Sebastiano Fontana e Domenica, lavorò con il fratello Domenico, che lo coinvolse nella costruzione del Palazzo del Laterano e della loggia delle Benedizioni della Basilica di San Pietro in Vaticano.
Fu uno degli architetti della Basilica di San Pietro, ma eccelleva soprattutto nell'idraulica, tanto che gli fu affidato il completamento dell'acquedotto Felice, avvenuto nel 1587, che gli fu affidato in sostituzione di Matteo Bartolini, rimosso per i suoi gravi errori di progettazione.
Tra il 1608 e il 1612 realizzo, con Flaminio Ponzio,  l'Acquedotto dell'Acqua Paola che riprendeva parti dell'antico Acquedotto Traiano, che portava l'acqua del lago di Bracciano al Gianicolo e a Trastevere, e anche la  monumentale fontana dell'Acqua Paola;  portò l'acqua a Frascati per l'abbellimento delle ville, un belvedere a Mondragone, stabilì a Tivoli la diga che serviva a formare l'antica cascata dell'Anio, e innalzò le dighe a Ravenna e Ferrara. Altri lavori idrici furono la definitiva bonifica della Piana Reatina commissionatagli nel 1596 da papa Clemente VIII.
Fontana progettò una delle più importanti ville rurali della Campagna Romana (1601-1605) per la famiglia Aldobrandini. Il Castello di Torrenova era in origine un casale medievale che Fontana ampliò e abbellì con dettagli rinascimentali e mura merlate. Accanto al castello fu costruita una piccola chiesa tardo rinascimentale per San Clemente, patrono del Papa Aldobrandini, Clemente VIII. Si interessò ad alcuni progetti di ingegneria, come il prosciugamento della Valle di Rieti. che gli fu commissionato da papa Clemente VIII nel 1596.
Diventò frate domenicano.